# Anax mandrakae
Anax mandrakae là loài chuồn chuồn trong họ Aeshnidae. Loài này được Gauthier mô tả khoa học đầu tiên năm 1988.